# Elisa Grisoni
Elisa Grisoni (* 22. März 2004) ist eine italienische Ruderin. 2023 wurde sie Weltmeisterin im Leichtgewichts-Zweier ohne Steuerfrau.

## Sportliche Karriere
Bei den Junioren-Weltmeisterschaften 2021 belegten Giorgia Sciattella, Emma Cuzzocrea, Irene Cravero und Elisa Grisoni den dritten Platz im Vierer ohne Steuerfrau. Ein Jahr später bei den Junioren-Weltmeisterschaften 2022 in Varese siegten Giorgia Sciatella, Lucrezia Monaci, Benedetta Pahor und Elisa Grisoni.
2023 trat Grisoni bei den U23-Weltmeisterschaften an. Zusammen mit Serena Mossi gewann sie den Wettbewerb im Leichtgewichts-Zweier ohne Steuerfrau mit 13 Sekunden Vorsprung. Anderthalb Monate später gewannen Grisoni und Mossi auch den Titel in der Erwachsenenklasse bei den Weltmeisterschaften in Belgrad.